# Довгань Микола Анатолійович
Довгань Микола Анатолійович (15 липня 1955) — український академічний веслувальник.
Срібний призер Олімпійських Ігор 1980 року в складі парної четвірки, учасник 1976 року.
Бронзовий призер Чемпіонату світу 1974, 1977 років в одиночці.